# Bracca lucida
Bracca lucida là một loài bướm đêm trong họ Geometridae.